# Astiosoma melbournense
Astiosoma melbournense är en tvåvingeart som först beskrevs av Malloch 1927.  Astiosoma melbournense ingår i släktet Astiosoma och familjen smalvingeflugor. Inga underarter finns listade i Catalogue of Life.